# Тумаркина, Мария Самойловна
Мари́я Само́йловна Цетлина (урождённая Тума́ркина; 1882—1976) — российский общественный и политический деятель, издатель; культурный деятель русской эмиграции.

## Биография
Мария (Мария Эмилия) Самойловна Цетлина (урождённая Тумаркина) — выпускница Бернского университета.
Отец — московский ювелир Самуил Григорьевич Тумаркин (1844—1922). Мария Самойловна является племянницей Анны Тумаркиной.
Была издателем, редактором литературного журнала альманашного типа «Окно» совместно со своим мужем Михаилом Осиповичем Цетлиным (Париж, 1923—1924).
Мария Самойловна участница Революции 1905 года, арестована, отбывала заключение в Петропавловской крепости. Член партии эсеров. В 1907 году вернулась в Москву, где организовала литературный салон, который посещали крупнейшие российские деятели культуры. После Октябрьской революции эмигрировала во Францию, затем — в США.

## Семья
В первом браке (1906) носила фамилию Авксеньтева, была замужем за публицистом, одним из лидеров партии эсеров, министром Временного правительства Николаем Дмитриевичем Авксентьевым (1878—1943), с которым встречалась с 1899 года.  Их дочь — художница Александра Николаевна Прегель (урожд. Авксентьева, до 1937 года использовала псевдонимы Avxente, А. Bolotov, 1907—1984); её муж — физик Борис Юльевич Прегель (1893—1976) — был президентом ведущего поставщика радиоактивных материалов в северном полушарии, нью-йоркской корпорации «Canadian Radium & Uranium».
Вторым браком (1910) замужем за литературным критиком, поэтом и переводчиком Михаилом Осиповичем Цетлиным (Амари). Сын М. С. Цетлиной — Валентин Вольф (Валентин Михайлович) Цетлин (Valentine Wolf Zetlin, 12 марта 1912, Париж — 9 июня 2007, Нью-Йорк) — американский психоаналитик, выпускник медицинского факультета Оксфордского университета (1944), в 1967—1970 годах — президент Нью-Йоркского фрейдистского общества (New York Freudian Society). Их дочь — Ангелина Михайловна Цетлин-Доминик
Братья М. С. Цетлиной — Роман Самойлович Тумаркин (1888—1971) — общественный деятель; Аркадий Самуилович Тумаркин учился вместе с Ходасевичем в 3-й московской гимназии и в Московском университете.

## Интересные факты
- Портрет Марии Цетлиной, написанный Валентином Серовым в 1910 году, был продан на аукционе Christie’s 24 ноября 2014 за 9,27 млн. фунтов (14,510 млн. USD). Это самая высокая цена, уплаченная когда бы то ни было на лондонских аукционах за произведение русского искусства.[3]